# Silpha alpestris
Silpha alpestris es una especie de escarabajo carroñero del género Silpha, categorizada en la tribu Silphini, de la subfamilia Silphinae. Fue descrita por Kraatz en 1876.

## Distribución
Se distribuye por Europa: Chequia, Hungría, Italia, Rumania y Eslovaquia.